# عمار (عزبة)
عزبة عمّار، عزبة تابعة لقرية العجوزين، التابعة لمركز دسوق، التابع لمحافظة كفر الشيخ في جمهورية مصر العربية.